# ويليام غود
ويليام غود هو محامي وسياسي أمريكي، ولد في 16 سبتمبر 1798 في Inglewood, Mecklenburg County, Virginia ‏ في الولايات المتحدة، وتوفي في 3 يوليو 1859 في بويدتون في الولايات المتحدة. نشط حزبياً في الحزب الديمقراطي. وقد انتخب عضو مجلس نواب الولايات المتحدة عن ولاية فرجينيا ‏ وانتخب عضو مجلس النواب الأمريكي ‏.